# Spathidexia creolensis
Spathidexia creolensis är en tvåvingeart som beskrevs av Henry J. Reinhard 1955. Spathidexia creolensis ingår i släktet Spathidexia och familjen parasitflugor. Inga underarter finns listade i Catalogue of Life.